# ドルジュバ (小惑星)
ドルジュバ (1621 Druzhba) は小惑星帯に位置するS型小惑星。セルゲイ・イワノヴィッチ・ベリャフスキーがクリミア半島のシメイズ天文台で発見した。
「友好」という意味のロシア語から名付けられた。